# Lawgivers II
Lawgivers II é um jogo de simulação política lançado em 2023, pela SomniumSoft.  O jogo tem uma gama maior de recursos e conteúdo do que seu antecessor, Lawgivers de 2018. Foi lançado na Steam em 18 de agosto de 2023, para os dispositivos iOS em 10 de dezembro de 2024 e para os dispositivos Android em 1 de março de 2025, e custa R$92,00. Lawgivers II ainda passa por um longo processo de desenvolvimento e pequenas atualizações todos os meses, sendo a última delas, o Alpha 14. 

## Jogabilidade
Ao escolher o país, o jogador poderá selecionar um partido existente ou criar seu próprio partido político com base nas suas ideologias, mesma coisa para criar o secretário do partido. O jogador segue pulando de turnos (que provavelmente representam as semanas do ano), onde irá passar por eleições parlamentares e presidenciais dependendo do país selecionado. Caso o partido tenha mais assentos e não consiga maioria, ele tem a possibilidade de realizar uma coalizão pra formar o governo, que caso não for passada pelo parlamento, automaticamente o chefe de estado irá dissolver o parlamento para novas eleições. 
Para aumentar a influência do partido, o jogador precisará fazer declarações prometendo que vai aumentar ou reduzir os parâmetros específicos por meio das medidas governamentais.  

### Política Interna
Ao formar o governo, o jogador poderá criar e revogar leis para que elas sejam aprovadas no parlamento e depois pelo chefe de estado (Presidente ou Monarca). As aprovações dessas leis, poderão influenciar na felicidade da população, influenciados pelos parâmetros como economia, segurança, habitação, instituições, saúde e etc. Há também como adicionar medidas, que irão influenciar especificamente alguns parâmetros, podendo ser do mais leve ao mais forte dependendo da potência medida. Ao mesmo tempo, o jogador precisará ser cauteloso com os gastos das medidas e das leis, pois isso pode desequilibrar o déficit público, que diminuirá o orçamento do país, consequentemente aumentando tragicamente a dívida nacional. O jogador pode aprovar leis para incentivar a pesquisa (como o estabelecimento de Bibliotecas Públicas por exemplo), que é responsável por criar novas leis, como Resgate, Lei Marcial e vários outros tipos de impostos, que são escolhidos por duas opções pelos parlamentares. Em todos os anos, o chefe de estado poderá definir o orçamento anual da nação, podendo influenciar os parâmetros.   
Ao chegar ao poder, os membros do gabinete do partido político do jogador poderão ter a opção de roubar o orçamento nacional, que irá aumentar o dinheiro sujo dentro do partido, para em troca, usar para fins de negociações para propostas de leis mais polêmicas forem aprovadas. O dinheiro sujo também pode ser usado para assassinar uma pessoa por meio de um desaparecimento, embora seja o mais caro.   

### Política Externa
O chefe de governo tem a opção de viajar ao exterior junto com os ministros do seu governo, precisando selecionar os países que estejam com uma relação positiva para ou aumentar as cooperações diplomáticas ou aprender a cultura do tal país, caso ao contrário, o jogador não poderá fazer uma visita. O chefe de governo pode fazer declarações na mídia para aumentar relações com países com relações negativas. O chefe de governo também tem a ação de revogar tratados, ou por meio do projeto de lei, adicionar os tratados de cooperação militar ou de pesquisa.  

## Países jogáveis
Desde a grande atualização do Alpha 14 em 20 de junho 2025 que adicionou a Austrália, Brasil, Canadá e Coréia do Sul, o jogo conta com as seguintes nações jogáveis: 

### América
- Brasil
- Canadá
- Estados Unidos

### Ásia
- Coreia do Sul

### Europa
- Alemanha (jogável a partir de 1989)
- Espanha
- França
- Itália
- Reino Unido
- Rússia (jogável a partir de 1989)
- Polónia (jogável a partir de 1990)
- Turquia

### Oceania
- Austrália